# Conta (geslacht)
Conta is een geslacht van straalvinnige vissen uit de familie van de zuigmeervallen (Erethistidae).

## Soorten
- Conta conta (Hamilton, 1822)
- Conta pectinata Ng, 2005